# アメリカ領ヴァージン諸島選出のアメリカ合衆国下院議員
アメリカ領ヴァージン諸島選出のアメリカ合衆国下院議員は、アメリカ合衆国・アメリカ領ヴァージン諸島選出の下院議員である。本会議での議決権は有していない。

## 沿革
1972年4月10日、公法92 - 271(通称: グアム - ヴァージン諸島代表法; 本文)の成立に伴い、アメリカ領ヴァージン諸島は米国下院に投票権を持たない代議員を1議席を与えられた。
1972年、アメリカ領ヴァージン諸島で初の下院選挙が開催され、民主党から出馬したロン・デ・ルーゴが当選した。以降、民主党の候補が多数当選している。

## アメリカ領ヴァージン諸島準州全州選挙区
アメリカ領ヴァージン諸島準州全州選挙区(英語: United States Virgin Islands's at-large congressional district)は、アメリカ合衆国連邦下院の選挙区。定数1人の小選挙区制。

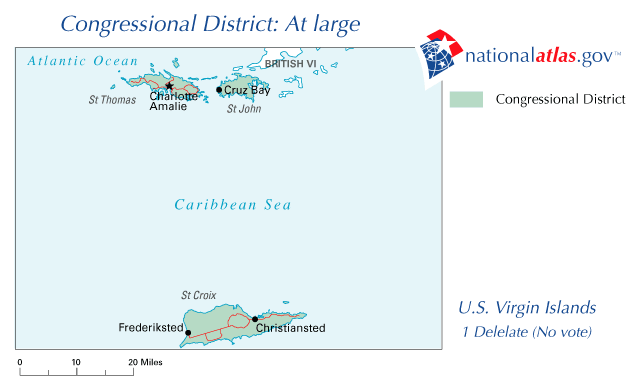
アメリカ領ヴァージン諸島準州全州選挙区

### 区域
アメリカ領ヴァージン諸島 - 全域

### データ(2010年)
- 人口 - 106,405人[1] (有権者登録数: 53,340人[2][3])
- 面積 - 134.32平方マイル（347.89 km2）[1]
- 民族構成：アフリカ系アメリカ人(76.04%)、ヒスパニック/ラティーノ(17.39%)、白人(15.64%)[4]

## 代表一覧

### 議決権のない代議員
| 議会                          | 氏名                      | 政党   |
| ----------------------------- | ------------------------- | ------ |
| 第93議会 （1973年 - 1975年）  | ロン・デ・ルーゴ          | 民主党 |
| 第94議会 （1975年 - 1977年）  | ロン・デ・ルーゴ          | 民主党 |
| 第95議会 （1977年 - 1979年）  | ロン・デ・ルーゴ          | 民主党 |
| 第96議会 （1979年 - 1981年）  | メルヴィン・エヴァンス    | 共和党 |
| 第97議会 （1981年 - 1983年）  | ロン・デ・ルーゴ          | 民主党 |
| 第98議会 （1983年 - 1985年）  | ロン・デ・ルーゴ          | 民主党 |
| 第99議会 （1985年 - 1987年)   | ロン・デ・ルーゴ          | 民主党 |
| 第100議会 （1987年 - 1989年） | ロン・デ・ルーゴ          | 民主党 |
| 第101議会 （1989年 - 1991年） | ロン・デ・ルーゴ          | 民主党 |
| 第102議会 （1991年 - 1993年） | ロン・デ・ルーゴ          | 民主党 |
| 第103議会 （1993年 - 1995年） | ロン・デ・ルーゴ          | 民主党 |
| 第104議会 （1995年 - 1997年） | ヴィクター・O・フレイザー | 無所属 |
| 第105議会 （1997年 - 1999年） | ドンナ・クリステンセン    | 民主党 |
| 第106議会 （1999年 - 2001年） | ドンナ・クリステンセン    | 民主党 |
| 第107議会 （2001年 - 2003年)  | ドンナ・クリステンセン    | 民主党 |
| 第108議会 （2003年 - 2005年） | ドンナ・クリステンセン    | 民主党 |
| 第109議会 （2005年 - 2007年） | ドンナ・クリステンセン    | 民主党 |
| 第110議会 （2007年 - 2009年） | ドンナ・クリステンセン    | 民主党 |
| 第111議会 （2009年 - 2011年） | ドンナ・クリステンセン    | 民主党 |
| 第112議会 （2011年 - 2013年） | ドンナ・クリステンセン    | 民主党 |
| 第113議会 （2013年 - 2015年） | ドンナ・クリステンセン    | 民主党 |
| 第114議会 （2015年 - 2017年） | ステイシー・プラスケット  | 民主党 |
| 第115議会 （2017年 - 2019年） | ステイシー・プラスケット  | 民主党 |
| 第116議会 （2019年 - 2021年） | ステイシー・プラスケット  | 民主党 |
| 第117議会 （2021年 - 2023年） | ステイシー・プラスケット  | 民主党 |